# Monpazier
Monpazier là một xã của Pháp nằm ở tỉnh Dordogne trong vùng Aquitaine của Pháp. Monpazier có diện tích 0,53 km2, dân số năm 2006 là 533 người.

## Thông tin nhân khẩu
| Năm    | 1962 | 1968 | 1975 | 1982 | 1990 | 1999 | 2006 |
| ------ | ---- | ---- | ---- | ---- | ---- | ---- | ---- |
| Dân số | 664  | 656  | 558  | 533  | 531  | 516  | 533  |